# As Divine Grace
As Divine Grace is een Finse gothic- en doommetalband.

## Artiesten
- Sami Långsjö - gitaar (sinds 1991)
- Ari Ala-Miekkaoja - (sinds 1991)

## Vroegere leden
- Jukka Sillanpää - toetsen, basgitaar (1993 - 2000)
- Mikko Lappalainen - drums (1995 - 2000)
- Matti Tuohimaa - drums (1991 - 1995)
- Jari Mäkiranta - basgitaar, zang (1991 - 1995)
- Marko Taipale - basgitaar (2000)

## Discografie
- 1996 - Romantic Beatitude Of Faded Dawn (Folter)
- 1997 - Lumo (Avantgarde Music)
- 1999 - Supremature (Avantgarde Music)